# Clip Studio Paint
Clip Studio Paint (precedentemente commercializzato come Manga Studio in Nord America), informalmente noto in Giappone come Kurisuta (クリスタ), è una famiglia di applicazioni software per macOS, Microsoft Windows, e iOS, sviluppata da Celsys, una società di software di grafica giapponese. È utilizzato per la creazione digitale di fumetti (ereditato da Comic Studio, programma di Celsys interrotto), illustrazione (ereditato da Illust Studio; vedere la voce in giapponese), e di animazione 2D frame-by-frame. La versione attuale è venduta come "Clip Studio Paint Pro" e "Clip Studio Paint EX" (che aggiunge il supporto per i documenti multi-pagina e altre caratteristiche), con "Clip Studio Paint Debut" (con caratteristiche più limitate) in bundle con alcune tavolette grafiche.

## Caratteristiche
Clip Studio Paint è un programma di disegno a più livelli basato su pagina, con supporto per grafica bitmap e vettoriale, testo, modelli 3D importati e animazione fotogramma per fotogramma. È progettato per l'uso con uno stilo e una tavoletta grafica o un tablet. Ha strumenti di disegno che emulano matite, penne a inchiostro e pennelli, così come modelli e decorazioni. Si distingue dai programmi simili per funzioni ottimizzate per l'uso nella creazione di fumetti: strumenti per la creazione di layout di pannelli, righelli prospettici, schizzi, input penna, l'applicazione di toni e texture, la colorazione e la creazione di fumetti e didascalie di parole.

## Edizioni
L'applicazione è stata venduta in varie "edizioni", con diverse funzionalità e prezzi. Comic Studio è stato venduto in Giappone come: "Mini" con caratteristiche molto limitate (in bundle con tavolette grafiche), "Debutto" con caratteristiche entry-level, "Pro" come l'edizione standard, "EX" come l'edizione completa. Smith Micro ha commercializzato solo le edizioni "Debut" ed "EX"; con "Manga Studio" versione 5, hanno commercializzato le edizioni "Pro" ed "EX" come edizioni standard ed avanzate del programma. "Clip Studio Paint" è disponibile in tre edizioni: "Debut" (venduto solo come parte di bundle), "Pro" ed "EX".
Le versioni Windows e macOS del software sono vendute con licenze perpetue, con il software distribuito tramite download dal sito web dello sviluppatore o su DVD. La versione per iOS viene distribuita tramite l'App Store di Apple e concessa in licenza su base continuativa.

## Utenti degni di nota
Tra gli utenti più importanti di Clip Studio Paint vi sono la fumettista Fiona Staples, che utilizza il programma per creare il suo lavoro per la serie Saga, per la quale ha vinto una vari premi. Dave Gibbons, l'artista che ha co-creato Watchmen, lo usa per l'attuale lavoro digitale e ha fatto dimostrazioni promozionali del software. Mike Krahulik lo usa per il popolare fumetto web Penny Arcade e le opere correlate. L'artista Manga One (One-Punch Man) lo usa per Mob Psycho 100. Prentis Rollins lo ha usato per creare la sua graphic novel The Furnace e Jekyll Island Chronicles.